# Premi Oscar 2018

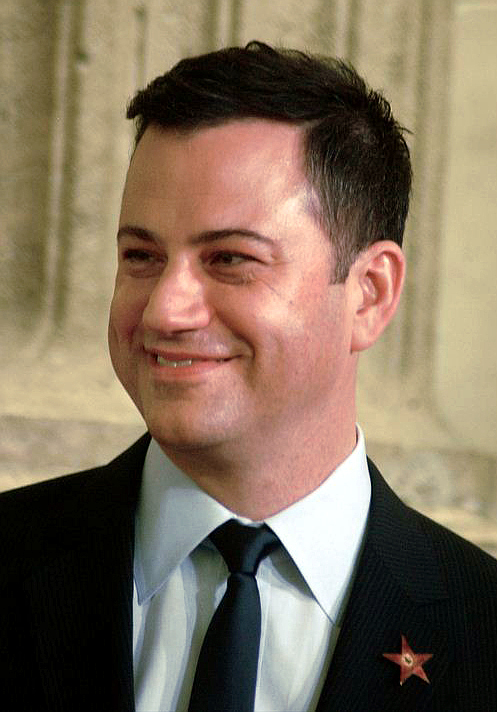
Jimmy Kimmel, conduttore della 90ª edizione degli Oscar

La 90ª edizione della cerimonia dei Premi Oscar si è tenuta al Dolby Theatre di Los Angeles il 4 marzo 2018, alle ore 17:00 PST. È stata presentata da Jimmy Kimmel, già conduttore della precedente edizione. Nella cerimonia, l'Academy of Motion Picture Arts and Sciences ha premiato il meglio offerto dal mondo del cinema durante il 2017, suddiviso in 24 categorie.
Le candidature sono state annunciate il 23 gennaio 2018, alle ore 5:22 PST, presentate dagli attori Tiffany Haddish e Andy Serkis. Il film che ha ricevuto il maggior numero di candidature è stato La forma dell'acqua - The Shape of Water, con tredici totali, che è risultato essere anche il film più premiato dell'edizione, con quattro statuette tra cui quella per il miglior film.

## Vincitori e candidati
Vengono di seguito indicati in grassetto i vincitori. Ove ricorrente e disponibile, viene indicato il titolo in lingua italiana e quello in lingua originale tra parentesi.

### Miglior film
- La forma dell'acqua - The Shape of Water (The Shape of Water) - Guillermo del Toro e J. Miles Dale
- Chiamami col tuo nome (Call Me by Your Name) - Peter Spears, Luca Guadagnino, Emilie Georges e Marco Morabito
- Dunkirk - Emma Thomas e Christopher Nolan
- Il filo nascosto (Phantom Thread) - JoAnne Sellar, Paul Thomas Anderson, Megan Ellison e Daniel Lupi
- Lady Bird - Scott Rudin, Eli Bush e Evelyn O'Neill
- L'ora più buia (Darkest Hour) - Tim Bevan, Eric Fellner, Lisa Bruce, Anthony McCarten e Douglas Urbanski
- The Post - Amy Pascal, Steven Spielberg e Kristie Macosko Krieger
- Scappa - Get Out (Get Out) - Sean McKittrick, Jason Blum, Edward H. Hamm Jr. e Jordan Peele
- Tre manifesti a Ebbing, Missouri (Three Billboards Outside Ebbing, Missouri) - Graham Broadbent, Pete Czernin e Martin McDonagh

### Migliore regia
- Guillermo del Toro - La forma dell'acqua - The Shape of Water (The Shape of Water)
- Paul Thomas Anderson - Il filo nascosto (Phantom Thread)
- Greta Gerwig - Lady Bird
- Christopher Nolan - Dunkirk
- Jordan Peele - Scappa - Get Out (Get Out)

### Migliore attore protagonista
- Gary Oldman - L'ora più buia (Darkest Hour)
- Timothée Chalamet - Chiamami col tuo nome (Call Me by Your Name)
- Daniel Day-Lewis - Il filo nascosto (Phantom Thread)
- Daniel Kaluuya - Scappa - Get Out (Get Out)
- Denzel Washington - End of Justice - Nessuno è innocente (Roman J. Israel, Esq.)

### Migliore attrice protagonista
- Frances McDormand - Tre manifesti a Ebbing, Missouri (Three Billboards Outside Ebbing, Missouri)
- Sally Hawkins - La forma dell'acqua - The Shape of Water (The Shape of Water)
- Margot Robbie - Tonya (I, Tonya)
- Saoirse Ronan - Lady Bird
- Meryl Streep - The Post

### Migliore attore non protagonista
- Sam Rockwell - Tre manifesti a Ebbing, Missouri (Three Billboards Outside Ebbing, Missouri)
- Willem Dafoe - Un sogno chiamato Florida (The Florida Project)
- Woody Harrelson - Tre manifesti a Ebbing, Missouri (Three Billboards Outside Ebbing, Missouri)
- Richard Jenkins - La forma dell'acqua - The Shape of Water (The Shape of Water)
- Christopher Plummer - Tutti i soldi del mondo (All the Money in the World)

### Migliore attrice non protagonista
- Allison Janney - Tonya (I, Tonya)
- Mary J. Blige - Mudbound
- Lesley Manville - Il filo nascosto (Phantom Thread)
- Laurie Metcalf - Lady Bird
- Octavia Spencer - La forma dell'acqua - The Shape of Water (The Shape of Water)

### Migliore sceneggiatura non originale
- James Ivory - Chiamami col tuo nome (Call Me by Your Name)
- Scott Frank, James Mangold e Michael Green - Logan: The Wolverine (Logan)
- Scott Neustadter e Michael H. Weber - The Disaster Artist
- Dee Rees e Virgil Williams - Mudbound
- Aaron Sorkin - Molly's Game

### Migliore sceneggiatura originale
- Jordan Peele - Scappa - Get Out (Get Out)
- Guillermo del Toro e Vanessa Taylor - La forma dell'acqua - The Shape of Water (The Shape of Water)
- Greta Gerwig - Lady Bird
- Emily V. Gordon e Kumail Nanjiani - The Big Sick - Il matrimonio si può evitare... l'amore no (The Big Sick)
- Martin McDonagh - Tre manifesti a Ebbing, Missouri (Three Billboards Outside Ebbing, Missouri)

### Miglior film straniero
- Una donna fantastica (Una mujer fantástica), regia di Sebastián Lelio (Cile)
- Corpo e anima (Testről és lélekről), regia di Ildikó Enyedi (Ungheria)
- L'insulto (L'insulte), regia di Ziad Doueiri (Libano)
- Loveless (Neljubov), regia di Andrej Zvjagincev (Russia)
- The Square, regia di Ruben Östlund (Svezia)

### Miglior film d'animazione
- Coco, regia di Lee Unkrich e Adrian Molina
- Baby Boss (The Boss Baby), regia di Tom McGrath
- I racconti di Parvana - The Breadwinner (The Breadwinner), regia di Nora Twomey
- Ferdinand, regia di Carlos Saldanha
- Loving Vincent, regia di Dorota Kobiela e Hugh Welchman

### Migliore fotografia
- Roger Deakins - Blade Runner 2049
- Bruno Delbonnel - L'ora più buia (Darkest Hour)
- Hoyte van Hoytema - Dunkirk
- Rachel Morrison - Mudbound
- Dan Laustsen - La forma dell'acqua - The Shape of Water (The Shape of Water)

### Migliore scenografia
- Paul D. Austerberry, Shane Vieau e Jeff Melvin - La forma dell'acqua - The Shape of Water (The Shape of Water)
- Nathan Crowley e Gary Fettis - Dunkirk
- Dennis Gassner e Alessandra Querzola - Blade Runner 2049
- Sarah Greenwood e Katie Spencer - La bella e la bestia (Beauty and the Beast)
- Sarah Greenwood e Katie Spencer - L'ora più buia (Darkest Hour)

### Migliori costumi
- Mark Bridges - Il filo nascosto (Phantom Thread)
- Consolata Boyle - Vittoria e Abdul (Victoria & Abdul)
- Jacqueline Durran - La bella e la bestia (Beauty and the Beast)
- Jacqueline Durran - L'ora più buia (Darkest Hour)
- Luis Sequeira - La forma dell'acqua - The Shape of Water (The Shape of Water)

### Miglior trucco e acconciatura
- Kazuhiro Tsuji, David Malinowski e Lucy Sibbick - L'ora più buia (Darkest Hour)
- Daniel Phillips e Lou Sheppard - Vittoria e Abdul (Victoria & Abdul)
- Arjen Tuiten - Wonder

### Migliori effetti speciali
- John Nelson, Gerd Nefzer, Paul Lambert e Richard R. Hoover - Blade Runner 2049
- Joe Letteri, Daniel Barrett, Dan Lemmon e Joel Whist - The War - Il pianeta delle scimmie (War for the Planet of the Apes)
- Ben Morris, Mike Mulholland, Neal Scanlan e Chris Corbould - Star Wars: Gli ultimi Jedi (Star Wars: The Last Jedi)
- Stephen Rosenbaum, Jeff White, Scott Benza e Mike Meinardus - Kong: Skull Island
- Christopher Townsend, Guy Williams, Jonathan Fawkner e Dan Sudick - Guardiani della Galassia Vol. 2 (Guardians of the Galaxy Vol. 2)

### Miglior montaggio
- Lee Smith - Dunkirk
- Jon Gregory - Tre manifesti a Ebbing, Missouri (Three Billboards Outside Ebbing, Missouri)
- Paul Machliss e Jonathan Amos - Baby Driver - Il genio della fuga (Baby Driver)
- Tatiana S. Riegel - Tonya (I, Tonya)
- Sidney Wolinsky - La forma dell'acqua - The Shape of Water (The Shape of Water)

### Miglior sonoro
- Mark Weingarten, Gregg Landaker e Gary A. Rizzo - Dunkirk
- Ron Bartlett, Doug Hemphill e Mac Ruth - Blade Runner 2049
- Christian Cooke, Brad Zoern e Glen Gauthier - La forma dell'acqua - The Shape of Water (The Shape of Water)
- David Parker, Michael Semanick, Ren Klyce e Stuart Wilson - Star Wars: Gli ultimi Jedi (Star Wars: The Last Jedi)
- Julian Slater, Tim Cavagin e Mary H. Ellis - Baby Driver - Il genio della fuga (Baby Driver)

### Miglior montaggio sonoro
- Richard King e Alex Gibson - Dunkirk
- Mark Mangini e Theo Green - Blade Runner 2049
- Nathan Robitaille e Nelson Ferreira - La forma dell'acqua - The Shape of Water (The Shape of Water)
- Julian Slater - Baby Driver - Il genio della fuga (Baby Driver)
- Matthew Wood e Ren Klyce - Star Wars: Gli ultimi Jedi (Star Wars: The Last Jedi)

### Migliore colonna sonora
- Alexandre Desplat - La forma dell'acqua - The Shape of Water (The Shape of Water)
- Carter Burwell - Tre manifesti a Ebbing, Missouri (Three Billboards Outside Ebbing, Missouri)
- Jonny Greenwood - Il filo nascosto (Phantom Thread)
- John Williams - Star Wars: Gli ultimi Jedi (Star Wars: The Last Jedi)
- Hans Zimmer - Dunkirk

### Migliore canzone
- Remember Me (musica e testi di Kristen Anderson-Lopez e Robert Lopez) - Coco
- Mighty River (musica e testi di Mary J. Blige, Raphael Saadiq e Taura Stinson) - Mudbound
- Mystery of Love (musica e testi di Sufjan Stevens) - Chiamami col tuo nome (Call Me By Your Name)
- Stand Up For Something (musica di Diane Warren, testi di Diane Warren e Lonnie Lynn) - Marcia per la libertà (Marshall)
- This Is Me (musica e testi di Benj Pasek e Justin Paul) - The Greatest Showman

### Miglior documentario
- Icarus, regia di Bryan Fogel
- Abacus: Small Enough to Jail, regia di Steve James
- Last Man in Aleppo, regia di Firas Fayyad
- Strong Island, regia di Yance Ford
- Visages Villages, regia di Agnès Varda e JR

### Miglior cortometraggio documentario
- Heaven is a Traffic Jam on the 405, regia di Frank Stiefel
- Edith+Eddie, regia di Laura Checkoway e Thomas Lee Wright
- Heroin(e), regia di Elaine McMillion Sheldon e Kerrin Sheldon
- Knife Skills, regia di Thomas Lennon
- Traffic Stop, regia di Kate Davis e David Heilbroner

### Miglior cortometraggio
- The Silent Child, regia di Chris Overton e Rachel Shenton
- DeKalb Elementary, regia di Reed Van Dyk
- The Eleven o'Clock, regia di Derin Seale e Josh Lawson
- My Nephew Emmett, regia di Kevin Wilson, Jr.
- Watu Wote/All of Us, regia di Katja Benrath e Tobias Rosen

### Miglior cortometraggio d'animazione
- Dear Basketball, regia di Glen Keane e Kobe Bryant
- Garden Party, regia di Victor Caire e Gabriel Grapperon
- Lou, regia di Dave Mullins e Dana Murray
- Negative Space, regia di Max Portner e Ru Kuwahata
- Revolting Rhymes, regia di Jakob Schuh e Jan Lachauer

## Premi speciali
La 9ª cerimonia dei Governors Awards, comunemente noti come Oscar onorari, si è tenuta all'Hollywood and Highland Center di Los Angeles l'11 novembre 2017.

### Oscar onorario
- Agnès Varda[8]
- Charles Burnett[9]
- Donald Sutherland[10]
- Owen Roizman[11]

### Oscar Special Achievement Award
- Alejandro González Iñárritu - Carne y Arena[12][13]

## Record
All'età di 89 anni, Agnès Varda è diventata la persona più anziana a venire candidata a un Oscar competitivo, quello per il miglior documentario. James Ivory, più giovane di appena una settimana, è diventato invece l'uomo più anziano a venire candidato a un Oscar competitivo e la persona più anziana in assoluto a vincerne uno, quello per la miglior sceneggiatura non originale. L'ottantottenne Christopher Plummer è divenuto la persona più anziana ad essere mai candidata agli Oscar in una categoria attoriale, superando Gloria Stuart, candidata nel 1998 per Titanic a 87 anni.
Rachel Morrison è diventata la prima donna ad essere candidata all'Oscar alla migliore fotografia, mentre Jordan Peele è diventato il primo afroamericano a vincere l'Oscar alla migliore sceneggiatura originale. Dee Rees è diventata la prima donna afroamericana a venire candidata a un Oscar alla migliore sceneggiatura non originale e la seconda ad essere candidata in una categoria di scrittura dopo Suzanne de Passe, candidata nel 1973 per La signora del blues, nella categoria dedicata alla miglior sceneggiatura originale.
Con le loro candidature, Meryl Streep e John Williams si sono confermati come rispettivamente l'attore/attrice più candidata (21) e la persona vivente più candidata (51) di sempre. Con rispettivamente otto e tre candidature, Denzel Washington e Octavia Spencer sono divenuti gli attori afroamericani più candidati agli Oscar di sempre, la seconda ex aequo con Viola Davis.